# Пеббл-Крик (Флорида)
Пеббл-Крик (англ. Pebble Creek) — статистически обособленная местность, расположенная в округе Хилсборо (штат Флорида, США) с населением в 4824 человека по статистическим данным переписи 2000 года.

## География
По данным Бюро переписи населения США статистически обособленная местность Пеббл-Крик имеет общую площадь в 7,77 квадратных километров, водных ресурсов в черте населённого пункта не имеется.
Статистически обособленная местность Пеббл-Крик расположена на высоте 15 м над уровнем моря.

## Демография
По данным переписи населения 2000 года в Пеббл-Крик проживало 4824 человека, 1370 семей, насчитывалось 1764 домашних хозяйств и 1871 жилой дом. Средняя плотность населения составляла около 620,85 человека на один квадратный километр. Расовый состав населённого пункта распределился следующим образом: 83,69 % белых, 6,09 % — чёрных или афроамериканцев, 0,21 % — коренных американцев, 6,09 % — азиатов, 0,08 % — выходцев с тихоокеанских островов, 2,16 % — представителей смешанных рас, 1,68 % — других народностей. Испаноговорящие составили 9,33 % от всех жителей статистически обособленной местности.
Из 1764 домашних хозяйств в 43,1 % воспитывали детей в возрасте до 18 лет, 67,3 % представляли собой совместно проживающие супружеские пары, в 8,2 % семей женщины проживали без мужей, 22,3 % не имели семей. 17,4 % от общего числа семей на момент переписи жили самостоятельно, при этом 4,4 % составили одинокие пожилые люди в возрасте 65 лет и старше. Средний размер домашнего хозяйства составил 2,73 человек, а средний размер семьи — 3,10 человек.
Население статистически обособленной местности по возрастному диапазону по данным переписи 2000 года распределилось следующим образом: 29,2 % — жители младше 18 лет, 5,9 % — между 18 и 24 годами, 34,5 % — от 25 до 44 лет, 22,8 % — от 45 до 64 лет и 7,5 % — в возрасте 65 лет и старше. Средний возраст жителей составил 36 лет. На каждые 100 женщин в Пеббл-Крик приходилось 94,5 мужчин, при этом на каждые сто женщин 18 лет и старше приходилось 90,0 мужчин также старше 18 лет.
Средний доход на одно домашнее хозяйство статистически обособленной местности составил 68 388 долларов США, а средний доход на одну семью — 73 909 долларов. При этом мужчины имели средний доход в 50 694 доллара США в год против 39 868 долларов среднегодового дохода у женщин. Доход на душу населения статистически обособленной местности составил 68 388 долларов в год. 1,3 % от всего числа семей в населённом пункте и 1,7 % от всей численности населения находилось на момент переписи населения за чертой бедности, при этом 2,2 % из них были моложе 18 лет и — в возрасте 65 лет и старше.